# 查干敖包中心镇
查干敖包中心镇，是中华人民共和国内蒙古自治区锡林郭勒盟苏尼特左旗下辖的一个乡镇级行政单位。

## 行政区划
查干敖包中心镇共辖以下地区：
巴彦乌拉嘎查、乌日根塔拉嘎查、阿日宝拉格嘎查、巴彦洪格尔嘎查、陶木伊拉勒特嘎查、乌日尼勒图嘎查、舒日昌图嘎查。